# Klein Berßen
Klein Berßen est une commune allemande de l'arrondissement du Pays de l'Ems, Land de Basse-Saxe.

## Géographie
Klein Berssen se situe à quelques kilomètres au sud du Geest de Hümmling, entre la Nordradde et la Mittelradde. Une partie du territoire constitue une réserve naturelle.

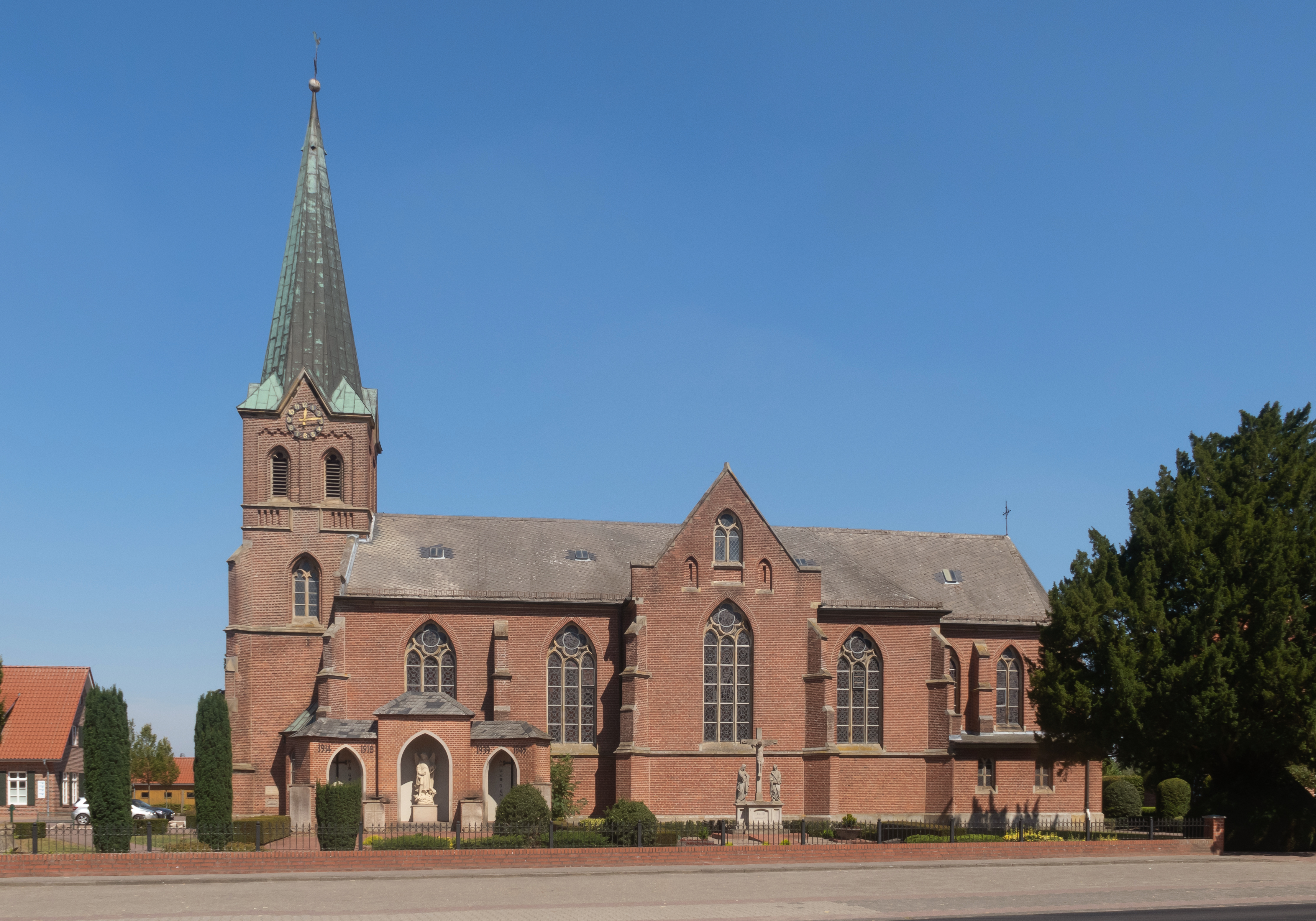
Klein Berssen, l'église: Herz Jesu kirche

| Stavern |              |             |
|         | Klein Berßen | Groß Berßen |
|         | Haselünne    | Meppen      |

## Histoire
Le nom de Berßen est mentionné pour la première fois dans un document racontant la consécration de l'église de Bokeloh, Klein et Groß Berßen font partie de sa paroisse. L'évêque Dodo consacre cette église lors de la fête de l'Assomption. On ne connaît pas l'année précise. Il existe deux évêques d'Osnabrück du nom de Dodo : Dodo (918–949) et Dodo II (978–996).
L'église actuelle date de 1218.

## Personnalités liées à la commune
- L'écrivain Erich Maria Remarque fut de mai à août 1920 professeur de l'école communale.

## Source, notes et références
- (de) Cet article est partiellement ou en totalité issu de l’article de Wikipédia en allemand intitulé « Gersten » (voir la liste des auteurs).